# Columnea bilabiata
Columnea bilabiata är en tvåhjärtbladig växtart som beskrevs av Berthold Carl Seemann. Columnea bilabiata ingår i släktet Columnea och familjen Gesneriaceae. Inga underarter finns listade i Catalogue of Life.